# Jerzmanowice (Chojnów)
Jerzmanowice (deutsch: Haynauisch Hermsdorf) ist ein Dorf in Polen in der Woiwodschaft Niederschlesien. Es liegt im Powiat Legnicki und gehört zur Landgemeinde Chojnów.

## Sehenswürdigkeiten

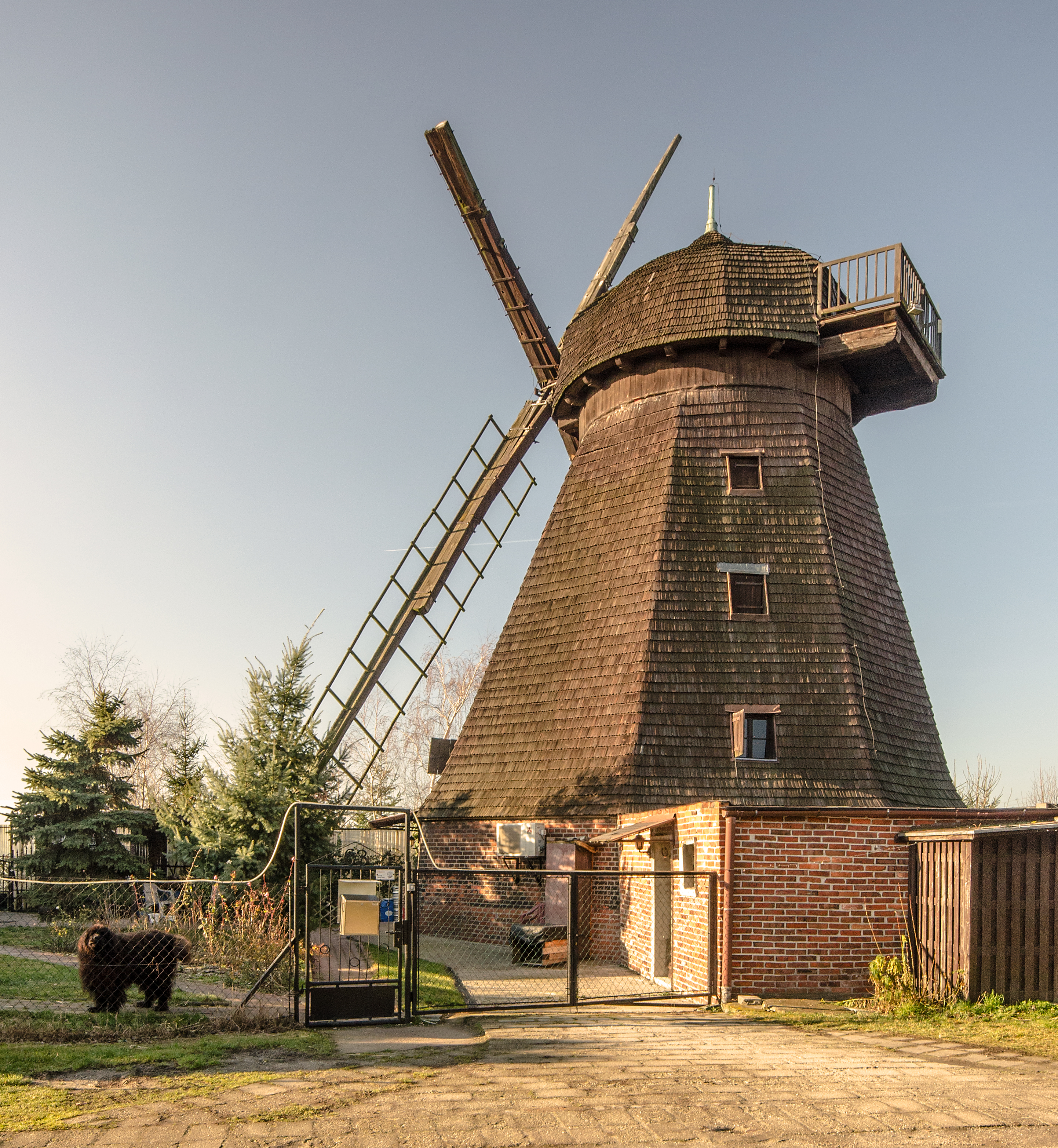
Die Holländermühle

Denkmalgeschütztes Objekt ist eine Windmühle vom Typ Holländermühle aus der ersten Hälfte des 18. Jahrhunderts, achteckig in Ständerbauweise und vollständig schindelgedeckt. Anfang des 20. Jahrhunderts wurde sie elektrifiziert, die Antriebsmechanismen sind teilweise erhalten. Das Gebäude ist heute (2024) ein Restaurant.